# Практични водич кроз Београд са певањем и плакањем
Практични водич кроз Београд са певањем и плакањем је српски филм из 2011. године. Режирао га је Бојан Вулетић, по сценарију који је написао заједно са Стефаном Арсенијевићем.
Филм је снимљен у продукцији Србије, Немачке, Француске, Мађарске и Хрватске.
Филм је своју премијеру имао 8. децембра 2011. године у Београду.

## Радња
Филм је савремена романтична комедија о искушењима да се пронађе права особа, кроз четири потпуно различите љубавне приче. Јунаци и јунакиње прича су странци који долазе у Београд у потрази за различитим стварима – послом, авантуром, љубављу, сексом – и у сусрету са становницима овог гостопримљивог града проналазе више него што су очекивали.
После тешких година изолације Београд се отворио спреман да прими бројне туристе, бизнисмене и знатижељнике који га посећују са свих страна света у све већем броју. Шта се деси када се странци и локалци сретну?
У почетку Стефан, млади препотентни београдски шофер, који не верује никоме и ни у шта, заљуби се у Силви, француску шансоњерку, која се сувише дуго контролисала, а сада је на ивици нервног слома и први пут ће урадити све оно о чему је одувек сањала. Мелита, фрустрирана средовечна жена, која дању ради као организаторка концерата, а увече постаје разочарана фетиш домина, јер њен љубавник Брајан, амерички дипломата, у ствари није онај за кога се представља. Пошто Мелита оде из хотела, собарица Јагода, сувише лепа за неког ко сувише пије, одлучи да искуша верност немачког бизнисмена турског порекла, Орхана, који уместо да купи пропалу српску фирму, непланирано открије корене турске културе у Београду и заљуби се у Јагоду. Јагодина другарица Ђурђа, српска полицајка на дан свог венчања са Матом, хрватским полицајцем исповедиће све што је одувек тајила од њега.

## Улоге
| Глумац             | Улога           |
| ------------------ | --------------- |
| Марко Јанкетић     | Стефан          |
| Џули Геџет         | Силви           |
| Анита Манчић       | Мелита          |
| Жан-Марк Бар       | Брајан          |
| Баки Даврак        | Орхан           |
| Нада Шаргин        | Јагода          |
| Христина Поповић   | Ђурђа           |
| Леон Лучев         | Мато            |
| Милена Дравић      |                 |
| Никола Вујовић     | Слободан        |
| Бојан Кривокапић   | Полицајац       |
| Ђорђе Марковић     | затвореник      |
| Милена Моравчевић  | собарица        |
| Бранка Петрић      | Мајка           |
| Андријана Оливерић | конобарица      |
| Милош Тимотијевић  | гост            |
| Данијела Штајнфелд | директорка      |
| Перо Радичић       | Обезбеђење      |
| Сопхи мајстер      | Ева             |
| Марија Опсеница    | конобарица 2    |
| Бојан Навојец      | кум             |
| Миомира Драгичевић | организаторка   |
| Никола Љуца        | фотограф        |
| Марко Јеремић      |                 |
| Никола Немешевић   | солиста         |
| Дејан Петошевић    | радник          |
| Растко Чолић       | глас радника    |
| Стојан Ђорђевић    | глас полицајца  |
| Максим Могоровић   | Беба            |
| Матеја Скендерија  | дете            |
| Милена Живановић   | Глас            |
| Мирослав Могоровић | Затворски Чувар |
| Мина Могоровић     | дете            |
| Ана Марковић       | Ковиљка         |